# Ebenezer Zane
Ebenezer Zane (* 7. Oktober 1747 in Moorefield; † 1811) war ein amerikanischer Pionier, Straßenbauer und Grundstückspekulant.

## Leben
Zane wurde im heutigen Moorefield in der Colony of Virginia als eines von sechs Kindern geboren. Er war der Gründungsvater einer Siedlung am Ohio River bei Wheeling, die als Fort Henry bekannt wurde.  Ebenezer Zane heiratete Elizabeth McColloch (1748–1814) und hatte mit ihr 10 Kinder. Einige davon  schrieben mit an der ersten Verfassung von Ohio. Er starb 1811 an Gelbsucht. Sein Urenkel war der bekannte Westernschriftsteller Zane Grey.

## Ehrungen
- Die Stadt Zanesville wurde zu seinen Ehren nach ihm benannt.
- Ab 1796 erhielt Zane Mittel vom Kongress der Vereinigten Staaten um eine Straße durch das Nordwestgebiet zu bauen. Er erhielt dafür Grundstücke. Diese Trasse wurde bekannt als Zane's Trace.  Später abgeschlossen durchquerte sie den Staat Ohio bis Wheeling in Virginia und Maysville in Kentucky.